# Diadegma ledicola
Diadegma ledicola är en stekelart som beskrevs av Horstmann 1969. Diadegma ledicola ingår i släktet Diadegma och familjen brokparasitsteklar. Inga underarter finns listade i Catalogue of Life.